# National Hockey League
La National Hockey League o NHL è la lega professionistica di hockey su ghiaccio composta da 32 squadre provenienti da Stati Uniti e Canada (dove è anche nota, soprattutto in Québec con il nome francese di Ligue nationale de hockey, LNH). È la principale lega di hockey su ghiaccio del mondo e una delle maggiori leghe sportive professionistiche nordamericane. Il campionato organizzato dalla NHL assegna alla squadra vincitrice dei playoff la Stanley Cup, il trofeo sportivo più antico tra quelli assegnati negli sport professionistici dell'America del Nord. La sede della lega si trova a New York, nel borough di Manhattan, luogo dove si è trasferita nel 1989 (in precedenza la sua sede era a Montreal, in Canada).
Le origini della National Hockey League risalgono al 1917 dopo la fine della precedente organizzazione, la National Hockey Association (NHA), che a sua volta era nata nel 1909 a Renfrew, in Ontario. La nuova NHL ha preso il posto della NHA e ha continuato a sussistere per diversi anni parallela ad altre leghe professionistiche, le cui squadre vincenti si contendevano la Stanley Cup. Quindi, nel 1926, la NHL è rimasta l'unica lega a continuare ad esistere rimanendo la sola a poter assegnare il trofeo.
Se in una prima fase le squadre appartenenti alla NHL era tutte canadesi (da cui la denominazione di "National", "nazionale"), nel 1924 la lega si è espansa aggregando la prima squadra statunitense, i Boston Bruins, inaugurando l'unione sotto la stessa organizzazione di squadre canadesi e degli Stati Uniti. Dal 1942 al 1967 la NHL ha avuto tra i suoi membri soltanto sei squadre, le cosiddette Original Six, per poi espandersi fino ad arrivare a 18 squadre nel 1974 e a 21 squadre nel 1979. Tra il 1991 e il 2000 la NHL ha visto un nuovo allargamento del suo organico, fino ad arrivare a 30 squadre. Tra il 2017 e il 2021 si è arrivati al numero attuale di 32 squadre. L'ultima squadra ad unirsi alla NHL sono gli Utah Mammoth di Salt Lake City (Utah), compagine fondata nel 2024 acquisendo il diritto sportivo e gli asset degli Arizona Coyotes.
La NHL è la quinta lega professionistica sportiva per introiti a livello mondiale, preceduta da National Football League (NFL), Major League Baseball (MLB), National Basketball Association (NBA) e Premier League. La NHL ospita molti giocatori provenienti da diverse parti del mondo, e attualmente la lega ha giocatori di circa 20 paesi diversi. I canadesi hanno storicamente costituito la maggioranza dei giocatori della NHL, dato che sia lo sport che la lega hanno avuto origine in Canada. Dagli anni '80 la percentuale di giocatori statunitensi ed europei è aumentata a causa della continua espansione della NHL negli Stati Uniti, per gli elevati livelli di gioco paragonati ad altre leghe, e per la disponibilità di molti giocatori europei di buon livello.
La regular season della NHL si svolge tradizionalmente tra i mesi di ottobre e aprile di ogni anno, durante la quale ogni squadra è impegnata in 82 partite e dopo la quale 16 squadre si qualificano agli Stanley Cup playoff, un torneo ad eliminazione diretta in quattro fasi che si tiene fino al mese di giugno e che determina la squadra campione. I Montreal Canadiens sono la squadra ad aver ottenuto più titoli nella storia della NHL, vincendo la Stanley Cup per 25 volte (3 titoli prima del 1926 e 22 dal momento in cui la NHL è diventata l'unica lega ad assegnare la Stanley Cup). Gli attuali detentori del titolo sono i Florida Panthers, che hanno sconfitto gli Edmonton Oilers nelle Stanley Cup Finals 2024.

## Storia

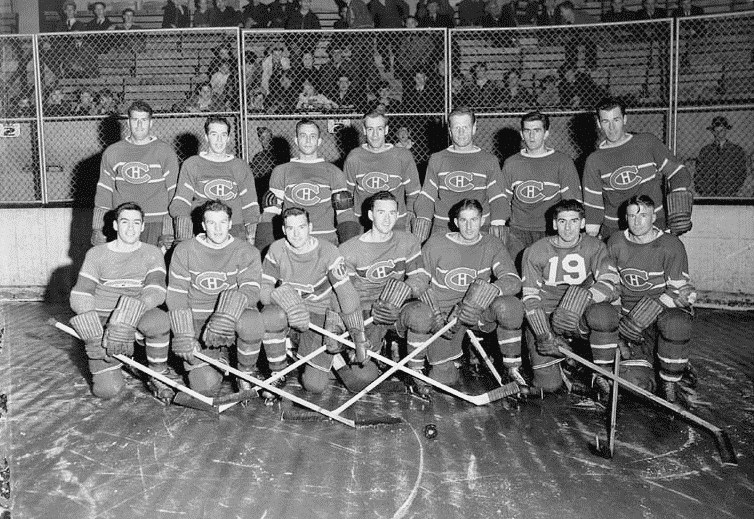
I Canadiens di Montreal, 1942

Nel 1917, in seguito ai conflitti sorti all'interno della National Hockey Association (NHA) tra Eddie Livingstone, proprietario dei Toronto Blueshirts, ed altri proprietari, i dirigenti di quattro squadre (Canadiens de Montréal, Montreal Wanderers, Ottawa Senators e Quebec Bulldogs) si incontrano all'Hotel Windsor di Montréal per discutere del futuro della NHA. L'incontro portò alla fondazione il 26 novembre 1917 della National Hockey League, con sede a Montreal, Canada. Le squadre fondatrici furono i Canadiens, i Wanderers ed i Senators e il primo presidente della lega fu Frank Calder. Una franchigia di Toronto venne data temporaneamente ai Toronto Arena Corp, spesso indicati come Toronto Arenas, benché giocassero senza un nickname.
Nonostante le difficoltà del primo decennio, le squadre della NHL erano già allora estremamente competitive: nei primi nove anni di vita della lega conquistarono per sette volte la Stanley Cup. Dal 1926 in poi la coppa divenne un trofeo esclusivo della NHL. A quel punto la lega cominciò ad ampliarsi: prima con l'ingresso degli Hamilton Tigers (nel 1920-21), e poi di Boston Bruins (nel 1924, i Bruins furono la prima squadra americana della lega), Montreal Maroons (nel 1924-25), New York Americans (nel 1925, dopo aver acquistato gli asset degli Hamilton Tigers), Pittsburgh Pirates (nel 1925-26), New York Rangers (nel 1926), Chicago Blackhawks e Detroit Cougars (1926-27, successivamente chiamati Red Wings).
Nella stagione 1930-31 la lega era composta da 10 team. Negli anni seguenti, tra la grande depressione e la seconda guerra mondiale, precisamente dal 1942, rimasero solo 6 squadre, oggi conosciute come Original Six: Montreal Canadiens, Toronto Maple Leafs, Detroit Red Wings, Chicago Blackhawks, Boston Bruins e New York Rangers, che per i seguenti 25 anni saranno gli unici team a far parte della NHL. In questo periodo la famiglia Norris aveva influenza su 4 delle 6 squadre della lega, dato che Detroit e Chicago erano dirette da membri della famiglia, e Boston e New York avevano contratto mutui con essi. I media di allora rinominarono la lega "the Norris House League".
La concorrenza della Western Hockey League e la ricerca di una maggiore appetibilità televisiva portò ad una nuova espansione: nel 1967 il numero di squadre raddoppiò passando da 6 a 12, con l'ingresso nella lega di Philadelphia Flyers, St. Louis Blues, Minnesota North Stars, Los Angeles Kings, Oakland Seals e Pittsburgh Penguins. Le squadre furono suddivise in due gruppi: le Original Six vennero messe nella East Division, mentre le sei squadre nuove formarono la West Division. I playoff furono allargati di conseguenza, passando da quattro a otto squadre (4 per division); i primi due turni venivano giocati all'interno della propria division (primo turno con accoppiamenti 1-4 e 2-3, quindi la finale divisionale), garantendo quindi lo scontro per la Stanley Cup tra una Original Six e una squadra di espansione. La lega si allargò nuovamente nel 1970 quando entrarono a farne parte i Canucks a Vancouver (città a cui era stata negata una franchigia alla precedente espansione) e i Sabres a Buffalo.
Nel 1972 venne fondata la World Hockey Association e, nonostante non concorresse per la Stanley Cup (assegnava un proprio trofeo chiamato AVCO World Trophy), le sue potenzialità come rivale erano chiare a tutti. La NHL decise quindi di procedere con un'ulteriore espansione aggiungendo al campionato New York Islanders e Atlanta Flames, e, nel 1974, Kansas City Scouts e Washington Capitals. Le due leghe si contesero giocatori e fans fino al 1979, anno dello scioglimento della WHA. A quel punto quattro dei rimanenti sei team della WHA (New England Whalers, Québec Nordiques, Edmonton Oilers e Winnipeg Jets) si unirono alla NHL, mentre i rimanenti due (Birmingham Bulls e Cincinnati Stingers) si sciolsero. I Whalers furono costretti, dietro richiesta dei Boston Bruins, a cambiare nome in Hartford Whalers.
Con l'espansione del 1974, le allora 18 squadre NHL vennero suddivise in 2 conference, denominate Campbell e Wales, ciascuna comprendente due division. Dal momento che né le conference né le division riflettevano alcun criterio geografico, vennero scelte denominazioni legate a personaggi storici dell'hockey nordamericano. Le division della Wales Conference si chiamavano Adams e Norris, mentre quelle della Campbell Conference si chiamavano Patrick e Smythe. Dalla stagione 1981-82, per diminuire i costi degli spostamenti, furono apportati opportuni aggiustamenti alla suddivisione delle squadre nelle varie division (incluso uno scambio di conference tra la Patrick e la Norris Division) in modo da ottenere una suddivisione maggiormente geografica: la Wales Conference rappresentava quindi l'Est (in particolare, la Adams Division copriva il nord-est, la Patrick Division copriva la costa atlantica), mentre la Campbell Conference rappresentava l'Ovest (in particolare, la Norris Division copriva la fascia centrale, mentre la Smythe Division copriva la zona più occidentale). Per lo stesso motivo il calendario fu modificato, nella sua composizione, alzando il numero di scontri tra le squadre più prossime tra loro e diminuendo quello tra le squadre più lontane tra loro (nella stagione precedente ciascuna squadra giocava lo stesso numero di partite contro tutte le altre).
Questa suddivisione cambiò nel 1993, quando la NHL si riorganizzò in conference "geografiche" (Eastern e Western), a loro volta suddivise dapprima in due division (Northeast e Atlantic; Central e Pacific) e quindi, dalla stagione 1998-99, in tre (Atlantic, Southeast e Northeast; Central, Northwest e Pacific). Le ragioni della riorganizzazione sono da imputare alla rapida espansione verso gli Stati Uniti ed allo sforzo di espandere il bacino di utenza della lega.
Dagli anni novanta ad oggi si sono aggiunte 10 nuove franchigie: San Jose Sharks nel 1991, Ottawa Senators e Tampa Bay Lightning nel 1992, Mighty Ducks of Anaheim e Florida Panthers nel 1993, Nashville Predators nel 1998, Atlanta Thrashers nel 1999 (divenuti Winnipeg Jets nel 2011), Minnesota Wild e Columbus Blue Jackets nel 2000, i Vegas Golden Knights nel 2017 e i Seattle Kraken nel 2021, portando così il totale alle 32 squadre attuali. Dalla stagione 2013-14 il numero di division si è ridotto da sei a quattro (Atlantic e Metropolitan all'Est, Central e Pacific all'Ovest), con conseguente ridistribuzione delle squadre.

## Blocchi della stagione
Nella storia della NHL ci sono stati quattro blocchi della stagione, tra il 1992 ed il 2013.
Il primo fu uno sciopero indetto dalla National Hockey League Players Association nell'aprile del 1992, sciopero che durò per 10 giorni, e tutti gli incontri non disputati in quel periodo vennero programmati successivamente. Il lockout all'inizio della stagione 1994-95 forzò la lega a ridurre gli incontri da 84 a 48, con le squadre che disputarono solo gli incontri intra-conference durante la porzione di stagione giocata. Il susseguente accordo tra la NHL e l'associazione dei giocatori, portò ad un rinnovo del contratto, che si sarebbe dovuto rinegoziare nel 1998, ma il termine fu successivamente esteso al 15 settembre 2004.
Senza nessun nuovo accordo in mano quando il contratto si concluse il 15 settembre 2004, il commissario della lega Gary Bettman annunciò un nuovo lockout dell'associazione dei giocatori e la fine delle operazioni da parte della dirigenza della NHL. Il lockout fermò la lega per 310 giorni, il più lungo di tutta la storia dello sport professionistico. La NHL fu infatti la prima lega sportiva professionistica a perdere un'intera stagione.
La lega votò allora per inserire la clausola della "certezza del costo" per i propri team, ma la NHLPA replicò che questo era poco più che un eufemismo per mascherare il cosiddetto salary cap, ossia l'inserimento di un tetto massimo che le squadre potevano utilizzare per i salari dei giocatori. L'associazione dei giocatori inizialmente rifiutò questa clausola. Un nuovo accordo venne raggiunto nel luglio 2005, con termine dopo sei anni, con l'opzione di estensione per un altro anno, portando così la NHL a ripartire nella stagione 2005-06.
Il 5 ottobre 2005, la prima giornata della stagione post-lockout iniziò con 15 incontri. Di questi 15 incontri, 11 vennero disputati in arene con il tutto esaurito. Nella stessa stagione venne battuto il record di spettatori. Complessivamente si arrivò a 20.854.169 spettatori, una media di 16.955 a partita, che portò ad un incremento dell'1,2% rispetto al precedente record ottenuto nella stagione 2001-02. Inoltre, i Montreal Canadiens, Colorado Avalanche, Minnesota Wild, ed i Vancouver Canucks realizzarono il tutto esaurito in tutti i loro incontri casalinghi. Le sei squadre canadesi giocarono al 98% o più della capacità delle arene in tutti gli incontri casalinghi. 24 delle 30 squadre eguagliarono o superarono il proprio record del 2003-04. I Pittsburgh Penguins ebbero il maggior incremento con il 33%, principalmente grazie alla prima scelta ai draft, il diciottenne Sidney Crosby..
Il 15 settembre 2012 ha avuto inizio un'altra serrata, chiusa il 6 gennaio 2013 con un accordo decennale, e la stagione in corso dimezzata.

## Le squadre
La National Hockey League nacque nel 1917 con quattro club e attraverso una serie di espansioni, riduzioni e spostamenti consiste attualmente di 32 franchigie, 25 delle quali negli Stati Uniti e 7 in Canada.
Il numero attuale è in vigore dalla stagione 2021-22 quando i Seattle Kraken verranno inseriti nella lega come team di espansione. L'attuale dislocazione delle squadre è invece in vigore dal 2011, quando gli Atlanta Thrashers vennero ceduti ad un gruppo canadese che trasferì la franchigia a Winnipeg a partire dalla stagione 2011-12, quindici anni dopo il trasferimento degli originali Winnipeg Jets a Phoenix.
Di tutte le maggiori leghe nordamericane, la NHL è l'unica ad avere squadre con sede nella capitale di due stati diversi: Ottawa e Washington.
I 32 team che attualmente compongono la NHL sono divisi in due conference, a loro volta suddivise in due division, ognuna con otto squadre. L'attuale suddivisione delle squadre è in vigore dalla stagione 2021-22.

### Squadre
| Division              | Squadra                           | Città, Stato             | Arena                | Capacità           | Fondazione         |                    |
| Eastern Conference    | Eastern Conference                | Eastern Conference       | Eastern Conference   | Eastern Conference | Eastern Conference | Eastern Conference |
| Atlantic              |                                   |                          |                      |                    |                    |                    |
| --------------------- | --------------------------------- | ------------------------ | -------------------- | ------------------ | ------------------ | ------------------ |
| Atlantic              | Boston Bruins                     | Boston, Massachusetts    | TD Garden            | 17 850             | 1924               |                    |
| Atlantic              | Buffalo Sabres                    | Buffalo, New York        | KeyBank Center       | 19 070             | 1970               |                    |
| Atlantic              | Detroit Red Wings                 | Detroit, Michigan        | Little Caesars Arena | 19 515             | 1926               |                    |
| Atlantic              | Florida Panthers                  | Miami (Sunrise), Florida | FLA Live Arena       | 19 250             | 1993               |                    |
| Atlantic              | Montreal Canadiens                | Montréal, Québec         | Bell Centre          | 21 302             | 1909               |                    |
| Atlantic              | Ottawa Senators                   | Ottawa, Ontario          | Canadian Tire Centre | 18 652             | 1992               |                    |
| Atlantic              | Tampa Bay Lightning               | Tampa, Florida           | Amalie Arena         | 19 092             | 1992               |                    |
| Atlantic              | Toronto Maple Leafs               | Toronto, Ontario         | Scotiabank Arena     | 18 819             | 1917               |                    |
| Metropolitan          |                                   |                          |                      |                    |                    |                    |
| Carolina Hurricanes   | Raleigh, Nord Carolina            | PNC Arena                | 18 680               | 1972               |                    |                    |
| Columbus Blue Jackets | Columbus, Ohio                    | Nationwide Arena         | 18 144               | 2000               |                    |                    |
| New Jersey Devils     | Newark, New Jersey                | Prudential Center        | 16 514               | 1974               |                    |                    |
| New York Islanders    | New York City (Elmont), New York  | UBS Arena                | 17 113               | 1972               |                    |                    |
| New York Rangers      | New York City, New York           | Madison Square Garden    | 18 006               | 1923               |                    |                    |
| Philadelphia Flyers   | Filadelfia, Pennsylvania          | Wells Fargo Center       | 19 500               | 1967               |                    |                    |
| Pittsburgh Penguins   | Pittsburgh, Pennsylvania          | PPG Paints Arena         | 18 387               | 1967               |                    |                    |
| Washington Capitals   | Washington, Distretto di Columbia | Capital One Arena        | 18 506               | 1974               |                    |                    |
| Western Conference    |                                   |                          |                      |                    |                    |                    |
| Central               |                                   |                          |                      |                    |                    |                    |
| Chicago Blackhawks    | Chicago, Illinois                 | United Center            | 19 717               | 1926               |                    |                    |
| Colorado Avalanche    | Denver, Colorado                  | Ball Arena               | 18 007               | 1972               |                    |                    |
| Dallas Stars          | Dallas, Texas                     | American Airlines Center | 18 532               | 1967               |                    |                    |
| Minnesota Wild        | Saint Paul, Minnesota             | Xcel Energy Center       | 17 954               | 2000               |                    |                    |
| Nashville Predators   | Nashville, Tennessee              | Bridgestone Arena        | 17 113               | 1998               |                    |                    |
| St. Louis Blues       | Saint Louis, Missouri             | Enterprise Center        | 18 724               | 1967               |                    |                    |
| Utah Mammoth          | Salt Lake City, Utah              | Delta Center             | 16 200               | 2024               |                    |                    |
| Winnipeg Jets         | Winnipeg, Manitoba                | Canada Life Centre       | 15 321               | 1999               |                    |                    |
| Pacific               |                                   |                          |                      |                    |                    |                    |
| Anaheim Ducks         | Anaheim, California               | Honda Center             | 17 174               | 1993               |                    |                    |
| Calgary Flames        | Calgary, Alberta                  | Scotiabank Saddledome    | 19 289               | 1972               |                    |                    |
| Edmonton Oilers       | Edmonton, Alberta                 | Rogers Place             | 18 347               | 1972               |                    |                    |
| Los Angeles Kings     | Los Angeles, California           | Crypto.com Arena         | 18 230               | 1967               |                    |                    |
| San Jose Sharks       | San Jose, California              | SAP Center               | 17 562               | 1991               |                    |                    |
| Seattle Kraken        | Seattle, Washington               | Climate Pledge Arena     | 17 151               | 2021               |                    |                    |
| Vancouver Canucks     | Vancouver, Columbia Britannica    | Rogers Arena             | 18 910               | 1945               |                    |                    |
| Vegas Golden Knights  | Las Vegas (Paradise), Nevada      | T-Mobile Arena           | 17 356               | 2017               |                    |                    |

### Altre squadre che hanno partecipato alla NHL
Dopo la prima stagione della NHL, molte squadre si sono disputate i trofei e la Stanley Cup. Di seguito si elencano le diverse squadre che hanno cambiato nome o che non esistono più, divise in periodi storici.

#### 1917-1942
| Anni      | Nome                 | Nome successivo            |
| --------- | -------------------- | -------------------------- |
| 1917-1918 | Montreal Wanderers   | nessuno, franchigia chiusa |
| 1917-1934 | Ottawa Senators      | St. Louis Eagles           |
| 1917-1920 | Quebec Bulldogs      | Hamilton Tigers            |
| 1920-1925 | Hamilton Tigers      | New York Americans         |
| 1924-1938 | Montreal Maroons     | nessuno, franchigia chiusa |
| 1925-1941 | New York Americans   | Brooklyn Americans         |
| 1925-1930 | Pittsburgh Pirates   | Philadelphia Quakers       |
| 1930-1931 | Philadelphia Quakers | nessuno, franchigia chiusa |
| 1934-1935 | St. Louis Eagles     | nessuno, franchigia chiusa |
| 1941-1942 | Brooklyn Americans   | nessuno, franchigia chiusa |

#### Dopo l'espansione del 1967
Nel 1967 la NHL decise di ampliare il numero di squadre da 6 a 12. Alcune di queste franchigie esistono ancora, altre no.
| Anni      | Nome                    | Nome successivo                     |
| --------- | ----------------------- | ----------------------------------- |
| 1967-1970 | Oakland Seals           | California Golden Seals             |
| 1970-1974 | California Golden Seals | Cleveland Barons                    |
| 1972-1980 | Atlanta Flames          | Calgary Flames *                    |
| 1974-1976 | Kansas City Scouts      | Colorado Rockies                    |
| 1976-1978 | Cleveland Barons        | fusione con i Minnesota North Stars |
| 1976-1982 | Colorado Rockies        | New Jersey Devils *                 |
| 1967-1993 | Minnesota North Stars   | Dallas Stars *                      |

- * Squadre ancora in attività

#### Dopo l'aggiunta delle squadre della WHA
| Anni      | Nome              | Nome successivo     |
| --------- | ----------------- | ------------------- |
| 1979-1995 | Quebec Nordiques  | Colorado Avalanche  |
| 1979-1996 | Winnipeg Jets     | Phoenix Coyotes     |
| 1979-1997 | Hartford Whalers  | Carolina Hurricanes |
| 1999-2011 | Atlanta Thrashers | Winnipeg Jets       |

#### Cambiamenti di nome della franchigia
Alcune squadre hanno cambiato il loro nome nonostante non si siano spostate di città.
| Anni      | Nome                    | Nome successivo      |
| --------- | ----------------------- | -------------------- |
| 1917-1919 | Toronto Arenas          | Toronto St. Patricks |
| 1919-1926 | Toronto St. Patricks    | Toronto Maple Leafs  |
| 1926-1930 | Detroit Cougars         | Detroit Falcons      |
| 1930-1932 | Detroit Falcons         | Detroit Red Wings    |
| 1993-2006 | Mighty Ducks of Anaheim | Anaheim Ducks        |
| 1996-2014 | Phoenix Coyotes         | Arizona Coyotes      |

## La stagione
La stagione NHL è divisa tra stagione regolare, che inizia il primo mercoledì di ottobre e termina ai primi di aprile (in cui tutte le squadre si incontrano tra di loro secondo un calendario predefinito), playoff, che iniziano subito dopo il termine della stagione regolare e terminano ai primi di giugno (in cui le squadre si affrontano in scontri a eliminazione diretta giocati con serie al meglio delle sette partite) e le Stanley Cup Finals, serie sempre al meglio delle sette partite, che decreta il campione NHL.

### Regular season
Nella NHL la regular season consiste in 82 partite, 41 in casa e 41 in trasferta. Il calendario è sbilanciato: ogni squadra gioca più di frequente contro le altre squadre della propria division e più di rado contro quelle dell'altra conference. Gli attuali criteri di composizione del calendario sono entrati in vigore nella stagione 2013-14, con il riallineamento delle squadre in quattro division, e sono differenti a seconda del numero di squadre presenti nella propria division di appartenenza.
Per le squadre della Eastern Conference (8 squadre per division) i criteri sono i seguenti:
- 30 partite contro le altre squadre della propria division (cinque squadre vengono affrontate 4 volte, le altre due 5 volte)
- 24 partite contro le squadre dell'altra division della Eastern Conference (3 per squadra)
- 28 partite contro le squadre della Western Conference (2 per squadra)

Per le squadre della Western Conference (7 squadre per division) i criteri sono i seguenti:
- 29 partite contro le altre squadre della propria division (cinque squadre vengono affrontate 5 volte, l'altra 4 volte)
- 21 partite contro le squadre dell'altra division della Western Conference (3 per squadra)
- 32 partite contro le squadre della Eastern Conference (2 per squadra)

Per esigenze di calendario, una squadra della Pacific e una della Central Division giocano tra loro uno scontro inter-divisionale in più, giocando di conseguenza una partita in meno all'interno della propria division. Tali squadre ruotano a turno ogni anno.
Parimenti, negli scontri intra-divisionali, le squadre che si affrontano un numero dispari di volte ruotano a turno ogni anno.
Per ogni partita vengono attribuiti:
- due punti per una vittoria
- un punto per una sconfitta ai supplementari o agli shootout
- zero punti per una sconfitta nel tempo regolamentare[25].

La NHL è l'unica lega tra le maggiori leghe professionistiche nordamericane ad assegnare un punto per la sconfitta in overtime.
Alla fine della regular season le migliori tre squadre di ciascuna division accedono di diritto ai playoff, per un totale di dodici franchigie. Le rimanenti quattro, due per ciascuna Conference, vengono scelte in base al numero di punti conquistati nella stagione regolare senza tener conto della division di appartenenza, e vengono definite wild card.
Alle qualificate di diritto vengono assegnate le teste di serie da 1 a 3 (in base al piazzamento in classifica nella division), le wild card sono considerate tutte teste di serie numero 4.

### Playoff
I playoff, chiamati anche playoff della Stanley Cup, sono organizzati in quattro turni, ciascuno dei quali viene giocato al meglio delle sette partite (serie best-of-seven).
I playoff vengono disputati in maniera separata tra le due conference, pertanto i primi tre turni vengono disputati rispettivamente nella Eastern Conference e nella Western Conference. Nella finale della Stanley Cup si sfidano quindi la vincitrice della East e la vincitrice della West.
L'attuale criterio di composizione del tabellone è entrato in vigore nella stagione 2013-14, con il riallineamento delle squadre in quattro division e la conseguente modifica ai criteri di qualificazione. Il tabellone risulta ora simile (ma non completamente uguale) a quello utilizzato nei playoff dal 1982 al 1993, quando i primi due turni venivano disputati all'interno delle division.
Il tabellone è diviso in due parti (una per conference), a loro volta divise idealmente in due sezioni (una per division). In ogni sezione sono presenti due scontri: uno tra le teste di serie 1 e 4 (ossia, la vincitrice della division e una wild card) e l'altro tra le teste di serie 2 e 3 (ossia la seconda e la terza classificata
della division). Per ogni conference, la migliore delle due vincitrici di division gioca contro la peggiore delle due wild card, e viceversa.

Le vincitrici di questi incontri si affrontano nel secondo turno; le vincitrici delle quattro sezioni si affrontano a due a due nelle finali di conference; le due squadre rimaste si giocano la Stanley Cup.
Nei primi due turni, il vantaggio del campo va alla squadra con la testa di serie più alta, mentre negli ultimi due va alla squadra con il maggior numero di punti conquistati durante la regular season. In caso di parità, si applicano gli stessi criteri utilizzati per stilare la classifica della regular season: si guarda il numero di vittorie ottenute (escludendo quelle agli shootout), quindi la classifica avulsa, e da ultimo la differenza reti complessiva.
La squadra con il vantaggio del campo disputa in casa le prime due partite e le eventuali gara 5 e gara 7 (formato 2-2-1-1-1).
|  | Primo turno        | Primo turno | Primo turno |  |  | Semifinali di conference | Semifinali di conference | Semifinali di conference |  |  | Finali di conference | Finali di conference | Finali di conference |  |  | Finale Stanley Cup | Finale Stanley Cup | Finale Stanley Cup |
|  |                    |             |             |  |  |                          |                          |                          |  |  |                      |                      |                      |  |  |                    |                    |                    |
|  | A1                 |             |             |  |  |                          |                          |                          |  |  |                      |                      |                      |  |  |                    |                    |                    |
|  | WC                 |             |             |  |  |                          |                          |                          |  |  |                      |                      |                      |  |  |                    |                    |                    |
|  |                    |             |             |  |  |                          |                          |                          |  |  |                      |                      |                      |  |  |                    |                    |                    |
|  |                    |             |             |  |  |                          |                          |                          |  |  |                      |                      |                      |  |  |                    |                    |                    |
|  |                    |             |             |  |  |                          |                          |                          |  |  |                      |                      |                      |  |  |                    |                    |                    |
|  | A2                 |             |             |  |  |                          |                          |                          |  |  |                      |                      |                      |  |  |                    |                    |                    |
|  |                    |             |             |  |  |                          |                          |                          |  |  |                      |                      |                      |  |  |                    |                    |                    |
|  | A3                 |             |             |  |  |                          |                          |                          |  |  |                      |                      |                      |  |  |                    |                    |                    |
|  |                    |             |             |  |  |                          |                          |                          |  |  |                      |                      |                      |  |  |                    |                    |                    |
|  | Eastern Conference |             |             |  |  |                          |                          |                          |  |  |                      |                      |                      |  |  |                    |                    |                    |
|  |                    |             |             |  |  |                          |                          |                          |  |  |                      |                      |                      |  |  |                    |                    |                    |
|  | M1                 |             |             |  |  |                          |                          |                          |  |  |                      |                      |                      |  |  |                    |                    |                    |
|  |                    |             |             |  |  |                          |                          |                          |  |  |                      |                      |                      |  |  |                    |                    |                    |
|  | WC                 |             |             |  |  |                          |                          |                          |  |  |                      |                      |                      |  |  |                    |                    |                    |
|  |                    |             |             |  |  |                          |                          |                          |  |  |                      |                      |                      |  |  |                    |                    |                    |
|  |                    |             |             |  |  |                          |                          |                          |  |  |                      |                      |                      |  |  |                    |                    |                    |
|  |                    |             |             |  |  |                          |                          |                          |  |  |                      |                      |                      |  |  |                    |                    |                    |
|  | M2                 |             |             |  |  |                          |                          |                          |  |  |                      |                      |                      |  |  |                    |                    |                    |
|  |                    |             |             |  |  |                          |                          |                          |  |  |                      |                      |                      |  |  |                    |                    |                    |
|  | M3                 |             |             |  |  |                          |                          |                          |  |  |                      |                      |                      |  |  |                    |                    |                    |
|  |                    |             |             |  |  |                          |                          |                          |  |  |                      |                      |                      |  |  |                    |                    |                    |
|  |                    |             |             |  |  |                          |                          |                          |  |  |                      |                      |                      |  |  |                    |                    |                    |
|  |                    |             |             |  |  |                          |                          |                          |  |  |                      |                      |                      |  |  |                    |                    |                    |
|  | C1                 |             |             |  |  |                          |                          |                          |  |  |                      |                      |                      |  |  |                    |                    |                    |
|  |                    |             |             |  |  |                          |                          |                          |  |  |                      |                      |                      |  |  |                    |                    |                    |
|  | WC                 |             |             |  |  |                          |                          |                          |  |  |                      |                      |                      |  |  |                    |                    |                    |
|  |                    |             |             |  |  |                          |                          |                          |  |  |                      |                      |                      |  |  |                    |                    |                    |
|  |                    |             |             |  |  |                          |                          |                          |  |  |                      |                      |                      |  |  |                    |                    |                    |
|  |                    |             |             |  |  |                          |                          |                          |  |  |                      |                      |                      |  |  |                    |                    |                    |
|  | C2                 |             |             |  |  |                          |                          |                          |  |  |                      |                      |                      |  |  |                    |                    |                    |
|  |                    |             |             |  |  |                          |                          |                          |  |  |                      |                      |                      |  |  |                    |                    |                    |
|  | C3                 |             |             |  |  |                          |                          |                          |  |  |                      |                      |                      |  |  |                    |                    |                    |
|  |                    |             |             |  |  |                          |                          |                          |  |  |                      |                      |                      |  |  |                    |                    |                    |
|  | Western Conference |             |             |  |  |                          |                          |                          |  |  |                      |                      |                      |  |  |                    |                    |                    |
|  |                    |             |             |  |  |                          |                          |                          |  |  |                      |                      |                      |  |  |                    |                    |                    |
|  | P1                 |             |             |  |  |                          |                          |                          |  |  |                      |                      |                      |  |  |                    |                    |                    |
|  |                    |             |             |  |  |                          |                          |                          |  |  |                      |                      |                      |  |  |                    |                    |                    |
|  | WC                 |             |             |  |  |                          |                          |                          |  |  |                      |                      |                      |  |  |                    |                    |                    |
|  |                    |             |             |  |  |                          |                          |                          |  |  |                      |                      |                      |  |  |                    |                    |                    |
|  |                    |             |             |  |  |                          |                          |                          |  |  |                      |                      |                      |  |  |                    |                    |                    |
|  |                    |             |             |  |  |                          |                          |                          |  |  |                      |                      |                      |  |  |                    |                    |                    |
|  | P2                 |             |             |  |  |                          |                          |                          |  |  |                      |                      |                      |  |  |                    |                    |                    |
|  |                    |             |             |  |  |                          |                          |                          |  |  |                      |                      |                      |  |  |                    |                    |                    |
|  | P3                 |             |             |  |  |                          |                          |                          |  |  |                      |                      |                      |  |  |                    |                    |                    |

### Stanley Cup Finals
La Stanley Cup è il trofeo che segna l'atto conclusivo della stagione NHL giocata. I campioni della Eastern Conference e della Western Conference si affrontano in una serie finale sempre al meglio delle sette partite.
La squadra meglio piazzatasi nella stagione regolare ha il diritto di giocare le prime 2 partite in casa. Se la serie si prolunga giocherà in casa anche Gara 5 e Gara 7.
Alla fine della serie la squadra vincente diventa campione NHL e viene premiata con il trofeo.

## Vincitori della Stanley Cup
I Montreal Canadiens sono la franchigia con più successi, con 24 Stanley Cup vinte; delle quattro maggiori leghe sportive professionali del Nord America i Canadiens sono secondi solo ai New York Yankees per numero di campionati vinti: gli Yankees hanno infatti vinto 27 campionati della Major League Baseball. La seconda franchigia per numero di campionati vinti nella NHL è quella dei Toronto Maple Leafs con 13 Stanley Cup, ma la loro ultima vittoria risale al 1967. I Detroit Red Wings, con 11 Stanley Cup, sono la franchigia statunitense ad aver vinto il maggior numero di campionati. Il maggior numero di vittorie consecutive nella Stanley Cup è di cinque, ed appartiene ai Montreal Canadiens, dal campionato 1955-56 a quello 1959-60; sia i New York Islanders (dal 1979-80 al 1982-83) che i Montreal Canadiens (dal 1975-76 al 1978-79) hanno quattro vittorie consecutive. La formazione del 1977 dei Montreal Canadiens, quella che vinse la seconda di quattro Stanley Cup consecutive, è stata nominata dalla ESPN come la seconda migliore squadra sportiva di tutti i tempi.
NHA contro PCHA (1915-1926)
- 1915:  Vancouver Millionaires (1º)
- 1916:  Montreal Canadiens (1º)
- 1917:  Seattle Metropolitans (1º)
- 1918:  Toronto Arenas[29] (1º)
- 1919: Montreal Canadiens (NHL) vs. Seattle Metropolitans (PCHA) - La serie fu cancellata dopo Gara-5 e la Coppa non fu assegnata a causa dell'influenza spagnola
- 1920:  Ottawa Senators (1º)
- 1921:  Ottawa Senators (2º)
- 1922:  Toronto St. Patricks (1º)
- 1923:  Ottawa Senators (3º)
- 1924:  Montreal Canadiens (2º)
- 1925:  Victoria Cougars (1º)
- 1926:  Montreal Maroons (1º)

National Hockey League (dal 1927)
- 1927:  Ottawa Senators (4º)
- 1928:  New York Rangers (1º)
- 1929:  Boston Bruins (1º)
- 1930:  Montreal Canadiens (3º)
- 1931:  Montreal Canadiens (4º)
- 1932:  Toronto Maple Leafs (1º)
- 1933:  New York Rangers (2º)
- 1934:  Chicago Blackhawks (1º)
- 1935:  Montreal Maroons (1º)
- 1936:  Detroit Red Wings (1º)
- 1937:  Detroit Red Wings (2º)
- 1938:  Chicago Blackhawks (2º)
- 1939:  Boston Bruins (2º)
- 1940:  New York Rangers (3º)
- 1941:  Boston Bruins (3º)
- 1942:  Toronto Maple Leafs (2º)
- 1943:  Detroit Red Wings (3º)
- 1944:  Montreal Canadiens (5º)
- 1945:  Toronto Maple Leafs (3º)
- 1946:  Montreal Canadiens (6º)
- 1947:  Toronto Maple Leafs (4º)
- 1948:  Toronto Maple Leafs (5º)
- 1949:  Toronto Maple Leafs (6º)
- 1950:  Detroit Red Wings (4º)
- 1951:  Toronto Maple Leafs (7º)
- 1952:  Detroit Red Wings (5º)
- 1953:  Montreal Canadiens (7º)
- 1954:  Detroit Red Wings (6º)
- 1955:  Detroit Red Wings (7º)
- 1956:  Montreal Canadiens (8º)
- 1957:  Montreal Canadiens (9º)
- 1958:  Montreal Canadiens (10º)
- 1959:  Montreal Canadiens (11º)
- 1960:  Montreal Canadiens (12º)
- 1961:  Chicago Blackhawks (3º)
- 1962:  Toronto Maple Leafs (8º)
- 1963:  Toronto Maple Leafs (9º)
- 1964:  Toronto Maple Leafs (10º)
- 1965:  Montreal Canadiens (13º)
- 1966:  Montreal Canadiens (14º)
- 1967:  Toronto Maple Leafs (11º)
- 1968:  Montreal Canadiens (15º)
- 1969:  Montreal Canadiens (16º)
- 1970:  Boston Bruins (4º)
- 1971:  Montreal Canadiens (17º)
- 1972:  Boston Bruins (5º)
- 1973:  Montreal Canadiens (18º)
- 1974:  Philadelphia Flyers (1º)
- 1975:  Philadelphia Flyers (2º)
- 1976:  Montreal Canadiens (19º)
- 1977:  Montreal Canadiens (20º)
- 1978:  Montreal Canadiens (21º)
- 1979:  Montreal Canadiens (22º)
- 1980:  New York Islanders (1º)
- 1981:  New York Islanders (2º)
- 1982:  New York Islanders (3º)
- 1983:  New York Islanders (4º)
- 1984:  Edmonton Oilers (1º)
- 1985:  Edmonton Oilers (2º)
- 1986:  Montreal Canadiens (23º)
- 1987:  Edmonton Oilers (3º)
- 1988:  Edmonton Oilers (4º)
- 1989:  Calgary Flames (1º)
- 1990:  Edmonton Oilers (5º)
- 1991:  Pittsburgh Penguins (1º)
- 1992:  Pittsburgh Penguins (2º)
- 1993:  Montreal Canadiens (24º)
- 1994:  New York Rangers (4º)
- 1995:  New Jersey Devils (1º)
- 1996:  Colorado Avalanche (1º)
- 1997:  Detroit Red Wings (8º)
- 1998:  Detroit Red Wings (9º)
- 1999:  Dallas Stars (1º)
- 2000:  New Jersey Devils (2º)
- 2001:  Colorado Avalanche (2º)
- 2002:  Detroit Red Wings (10º)
- 2003:  New Jersey Devils (3º)
- 2004:  Tampa Bay Lightning (1º)
- 2005:  Stagione non disputata a causa del lockout.
- 2006:  Carolina Hurricanes (1º)
- 2007:  Anaheim Ducks (1º)
- 2008:  Detroit Red Wings (11º)
- 2009:  Pittsburgh Penguins (3º)
- 2010:  Chicago Blackhawks (4º)
- 2011:  Boston Bruins (6º)
- 2012:  Los Angeles Kings (1º)
- 2013:  Chicago Blackhawks (5º)
- 2014:  Los Angeles Kings (2º)
- 2015:  Chicago Blackhawks (6º)
- 2016:  Pittsburgh Penguins (4º)
- 2017:  Pittsburgh Penguins (5º)
- 2018:  Washington Capitals (1º)
- 2019:  St. Louis Blues (1º)
- 2020:  Tampa Bay Lightning (2º)
- 2021:  Tampa Bay Lightning (3º)
- 2022:  Colorado Avalanche (3º)
- 2023:  Vegas Golden Knights (1º)
- 2024:  Florida Panthers (1º)
- 2025:  Florida Panthers (2º)

### Formazioni attive
| Pos. | Squadra              | Titoli | Sconfitte | Apparizioni | Primo titolo | Ultimo titolo |
| ---- | -------------------- | ------ | --------- | ----------- | ------------ | ------------- |
| 1.   | Montreal Canadiens   | 24     | 9         | 34          | 1916         | 1993          |
| 2.   | Toronto Maple Leafs  | 13     | 8         | 21          | 1918         | 1967          |
| 3.   | Detroit Red Wings    | 11     | 13        | 24          | 1936         | 2008          |
| 4.   | Boston Bruins        | 6      | 13        | 19          | 1929         | 2011          |
| 4.   | Chicago Blackhawks   | 6      | 7         | 13          | 1934         | 2015          |
| 5.   | Edmonton Oilers      | 5      | 3         | 8           | 1984         | 1990          |
| 5.   | Pittsburgh Penguins  | 5      | 1         | 6           | 1991         | 2017          |
| 6.   | New York Rangers     | 4      | 6         | 10          | 1928         | 1994          |
| 6.   | New York Islanders   | 4      | 1         | 5           | 1980         | 1983          |
| 7.   | Colorado Avalanche   | 3      | 0         | 3           | 1996         | 2022          |
| 7.   | New Jersey Devils    | 3      | 2         | 5           | 1995         | 2003          |
| 7.   | Tampa Bay Lightning  | 3      | 2         | 5           | 2004         | 2021          |
| 8.   | Philadelphia Flyers  | 2      | 6         | 8           | 1974         | 1975          |
| 8.   | Florida Panthers     | 2      | 2         | 4           | 2024         | 2025          |
| 8.   | Los Angeles Kings    | 2      | 1         | 3           | 2012         | 2014          |
| 9.   | Dallas Stars         | 1      | 3         | 4           | 1999         | 1999          |
| 9.   | St. Louis Blues      | 1      | 3         | 4           | 2019         | 2019          |
| 9.   | Calgary Flames       | 1      | 2         | 3           | 1989         | 1989          |
| 9.   | Anaheim Ducks        | 1      | 1         | 2           | 2007         | 2007          |
| 9.   | Carolina Hurricanes  | 1      | 1         | 2           | 2006         | 2006          |
| 9.   | Washington Capitals  | 1      | 1         | 2           | 2018         | 2018          |
| 9.   | Vegas Golden Knights | 1      | 1         | 2           | 2023         | 2023          |

### Formazioni scomparse
| Pos. | Squadra                | Titoli | Sconfitte | Apparizioni | Primo titolo | Ultimo titolo |
| ---- | ---------------------- | ------ | --------- | ----------- | ------------ | ------------- |
| 1.   | Ottawa Senators        | 4      | 1         | 5           | 1920         | 1927          |
| 2.   | Montreal Maroons       | 2      | 1         | 3           | 1926         | 1935          |
| 3.   | Vancouver Millionaires | 1      | 3         | 4           | 1915         | 1915          |
| 4.   | Seattle Metropolitans  | 1      | 1         | 3           | 1917         | 1917          |
| 5.   | Victoria Cougars       | 1      | 1         | 2           | 1925         | 1925          |

## Vincitori del Presidents' Trophy
| Squadra             | Titoli |
| ------------------- | ------ |
| Detroit Red Wings   | 6      |
| Boston Bruins       | 4      |
| New York Rangers    | 4      |
| Washington Capitals | 3      |
| Colorado Avalanche  | 3      |
| Chicago Blackhawks  | 2      |
| Vancouver Canucks   | 2      |
| Dallas Stars        | 2      |
| Calgary Flames      | 2      |
| Edmonton Oilers     | 2      |
| San Jose Sharks     | 1      |
| Buffalo Sabres      | 1      |
| Ottawa Senators     | 1      |
| St. Louis Blues     | 1      |
| Pittsburgh Penguins | 1      |
| Nashville Predators | 1      |
| Tampa Bay Lightning | 1      |
| Florida Panthers    | 1      |
| Winnipeg Jets       | 1      |

## Regole
Nonostante la NHL segua le regole generiche dell'hockey su ghiaccio, ci sono alcune differenze rispetto agli incontri organizzati dall'International Ice Hockey Federation.

### Durata degli incontri
Ogni incontro, della durata totale di 60 minuti, è diviso in tre periodi di 20 minuti ciascuno. Tra un tempo e l'altro ci sono 15 minuti di intervallo. Durante le interruzioni del gioco le squadre hanno 18 secondi di tempo per sostituire i giocatori (5 secondi per la squadra in trasferta, 8 secondi per la squadra di casa e 5 secondi per posizionarsi), eccetto durante i timeout televisivi. Questi timeout durano 2 minuti ognuno, e avvengono 3 volte per periodo: durante il gioco normale dopo 6, 10 e 14 minuti dall'inizio del periodo, a meno che non si sia in power play o sia stato appena segnato un goal. Le squadre hanno la facoltà di richiedere, durante le interruzioni del gioco, un solo timeout di 30 secondi.

### Campo da gioco

Campo da gioco della NHL:
1. area penalità
2. panchine squadre
3. area arbitri

Il campo da gioco è una superficie ghiacciata rettangolare con gli angoli arrotondati, circondata da una balaustra. Misura 60.96x25.91 metri nella NHL, mentre i campi internazionali variano tra i 60/61 metri di lunghezza per 29/30 di larghezza. La linea rossa divide il campo a metà, mentre le due linee blu lo dividono in tre zone. Vicino agli estremi del campo ci sono due sottili linee rosse che vengono usate per giudicare i gol e le infrazioni di liberazione vietata.
Una novità della stagione 2005-06, dopo essere stata testata nella AHL, è la comparsa di un trapezio dietro le porte. Il portiere può giocare il puck solo in quest'area o davanti alla linea del gol. Se gioca il puck dietro la linea del gol e non all'interno del trapezio, una penalità minore di 2 minuti verrà comminata dagli arbitri. Questa regola è spesso indicata come la "Brodeur rule", dal nome del portiere dei New Jersey Devils Martin Brodeur, che giocava spesso il puck dietro la rete, e questo fatto viene indicato come causa della creazione della nuova regola.

### Vittoria
Quando il disco oltrepassa completamente la linea della porta, viene segnato un goal. Un goal può essere annullato quando succede una delle seguenti situazioni:
- la squadra che ha segnato prende una penalità durante il gioco;
- il puck viene diretto in rete intenzionalmente con la parte alta del bastone, con il guanto o con il pattino;
- interferenza sul portiere;
- il puck entra nella rete dopo che l'arbitro ha intenzione di fermare il gioco;
- il puck entra nella rete a tempo scaduto.

La squadra con più goal alla fine dei 60 minuti ha vinto la partita. In caso di pareggio si disputa un tempo supplementare di 5 minuti, che a partire dalla stagione 2015-16 viene giocato in 3 contro 3, in cui vige la regola del sudden death (la prima segnatura pone fine alla partita).

Nel caso in cui il supplementare non risolva la situazione, la partita viene decisa agli shootout, il cui meccanismo è analogo a quello impiegato nel calcio con i tiri di rigore. Tre giocatori per ogni squadra, scelti dai rispettivi allenatori, si alternano nell'effettuare un tiro di rigore. Al termine dei tre turni la squadra che ne ha realizzati di più vince la partita. La sequenza può terminare anticipatamente se la squadra in svantaggio è matematicamente impossibilitata a raggiungere la parità. In caso di parità al termine dei tre turni si procede a oltranza, finché la parità non viene risolta. Nessun giocatore può tirare due volte fino a che ogni giocatore della panchina non abbia tirato almeno una volta. La squadra che perde all'overtime o agli shootout prende comunque un punto per la classifica.
Durante i play-off non sono previsti gli shootout: si disputano tempi supplementari a oltranza, di 20 minuti l'uno, giocati regolarmente in 5 contro 5, sempre con la regola del sudden death.

### Fuorigioco
Si ha quando un attaccante entra nella zona d'attacco prima del puck. Il gioco viene interrotto e si riprende con un ingaggio nella zona neutrale.
La regola del "two-line pass" o "offside pass", che si verificava se un passaggio partito dall'interno della zona difensiva superava la linea di centrocampo, è stata eliminata dalla NHL nel 2006.

### Liberazione vietata
Il giocatore che dalla propria metà campo manda il disco oltre la linea di porta avversaria (nel caso in cui non venga realizzata una rete) commette una liberazione vietata. Il gioco viene interrotto e si riprende con un ingaggio nella zona difensiva della squadra che ha commesso l'infrazione.
Durante un power-play, tale regola non si applica alla squadra che si trova in inferiorità numerica.

### Penalità
Nell'hockey una penalità è una punizione per un comportamento non consentito. Tutte le penalità vengono decise dall'arbitro. I guardalinee possono solo segnalare le infrazioni più ovvie, come la presenza di troppi giocatori sul ghiaccio.
Le penalità sono di cinque tipi: minore, maggiore, misconduct, game misconduct e penalità di partita.
Il giocatore a cui viene fischiata una penalità minore si accomoda per due minuti in panca puniti, e la sua squadra si trova a giocare con un uomo in meno. Se durante questi due minuti la squadra in power-play realizza un goal, il giocatore viene liberato anzitempo dalla panca puniti. In caso rete subita in doppia inferiorità numerica, viene liberato il giocatore a cui è rimasto meno tempo da scontare.
Alcune fra le penalità minori sono:
- Tripping (sgambetto)
- Roughing (gioco violento)
- Elbowing (gomitata)
- Holding (trattenuta)
- Interference (ostruzione)
- Charging (carica irregolare)
- Checking from behind (carica da dietro)
- High-sticking (bastone alto)
- Hooking (aggancio col bastone)
- Slashing (colpo col bastone)
- Boarding (spinta irregolare contro i bordi del campo)
- Delay of game (perdita di tempo)

In caso di fallo grave, al giocatore può essere sanzionata una doppia penalità minore (4 minuti totali), che viene considerata come due penalità minori consecutive: se la squadra in inferiorità numerica subisce un goal durante i primi due minuti, viene annullata solo la prima delle due penalità, e al giocatore rimangono comunque da scontare i secondi due minuti.
Le penalità maggiori, che solitamente vengono comminate in caso di rissa o di fallo particolarmente violento, durano cinque minuti, e devono sempre essere scontate per intero: non vengono interrotte neanche se la squadra in inferiorità numerica subisce un goal. Nel caso in cui rimangano da giocare meno di cinque minuti, solitamente il giocatore viene rimandato direttamente negli spogliatoi anziché in panca puniti. Nel caso in cui venga penalizzato un giocatore per squadra in seguito a rissa, alle due squadre è consentito sostituire il giocatore sul ghiaccio (ossia, il numero di giocatori in pista non cambia); il giocatore torna disponibile per la squadra alla prima interruzione del gioco dopo lo scadere dei cinque minuti.
Le penalità di tipo condotta antisportiva (misconduct) durano 10 minuti e vengono assegnate per cattiva condotta. Una condotta antisportiva rende il giocatore non disponibile alla squadra per la durata della penalità, ma non comporta alcuna alterazione del numero di giocatori in campo.
Un game misconduct (detto anche penalità partita) consiste nell'espulsione del giocatore, che deve obbligatoriamente lasciare la pista e rientrare negli spogliatoi. Il game misconduct in sé non altera il numero dei giocatori in campo. Se a un giocatore viene comminata contemporaneamente una penalità maggiore o minore e un game misconduct, il giocatore viene espulso, un compagno di squadra (scelto dall'allenatore) sconta la penalità in panca puniti al posto suo e la sua squadra gioca in inferiorità numerica. A fini statistici, in NHL, un game misconduct viene conteggiato con 10 minuti a carico del giocatore penalizzato.
Una penalità di partita, assegnata in casi particolarmente gravi, comporta l'espulsione immediata del giocatore con annessa penalità maggiore (scontata da un compagno di squadra scelto dall'allenatore). Secondo il regolamento NHL, una penalità di partita comporta l'automatica sospensione del giocatore, definita poi nel numero di partite dal Commissioner NHL o suoi delegati. A fini statistici, in NHL, una penalità di partita viene conteggiato con 10 minuti a carico del giocatore penalizzato.

## Premi e trofei
Al termine di ogni stagione la NHL assegna una gran quantità di premi alle squadre e ai singoli giocatori.

### Premi per squadre
- Stanley Cup: assegnata al vincitore dei playoff.
- Prince of Wales Trophy: assegnato alla squadra che vince i playoff della Eastern Conference.
- Clarence S. Campbell Bowl: assegnato alla squadra che vince i playoff della Western Conference.
- Presidents' Trophy: assegnato alla squadra con il miglior record nella regular season.

### Premi per i giocatori
- Art Ross Memorial Trophy: assegnato al giocatore che segna più punti nella regular season.
- Bill Masterton Memorial Trophy: assegnato al giocatore che è esempio di perseveranza, sportività e dedizione all'hockey.
- Calder Memorial Trophy: assegnato al miglior esordiente.
- Conn Smythe Trophy: assegnato al MVP del playoff.
- Frank J. Selke Trophy: assegnato all'attaccante che mostra le migliori abilità nella parte difensiva del gioco.
- Hart Memorial Trophy: assegnato al MVP della regular season.
- Jack Adams Award: assegnato al miglior allenatore.
- James Norris Memorial Trophy: assegnato al miglior difensore.
- King Clancy Memorial Trophy: assegnato al giocatore che meglio rappresenta l'impegno umanitario e la leadership.
- Lady Byng Memorial Trophy: assegnato al giocatore che combina meglio capacità e spirito sportivo.
- Maurice Richard Trophy: assegnato al giocatore che segna più goal durante la regular season.
- NHL Plus/Minus Award: assegnato al giocatore con la più alta differenza plus/minus.
- Roger Crozier Saving Grace Award: assegnato al portiere con la più alta percentuale di parate.
- Ted Lindsay Award: assegnato al miglior giocatore della regular season, secondo votazione dei membri della NHLPA.
- Vezina Trophy: assegnato al miglior portiere della stagione.
- William M. Jennings Trophy: assegnato al portiere della squadra che ha subito meno goal.

### Galleria d'immagini dei trofei

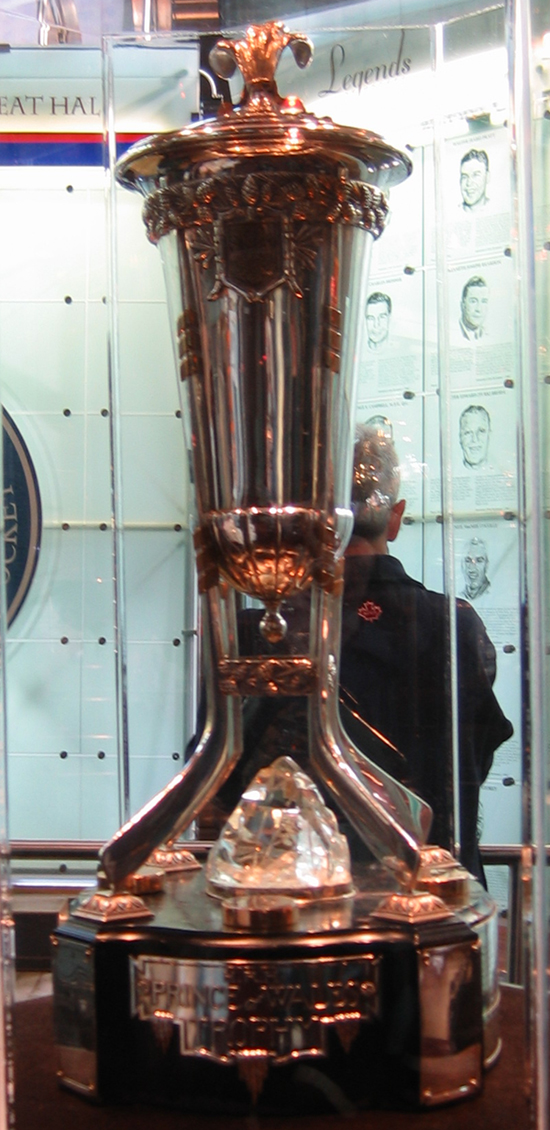
Il Prince of Wales Trophy
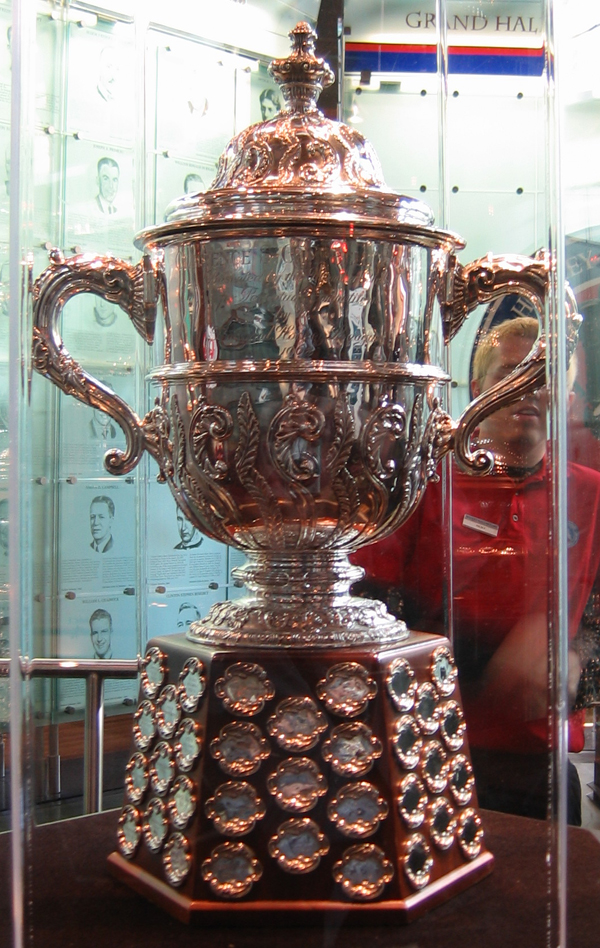
Il Campbell Trophy
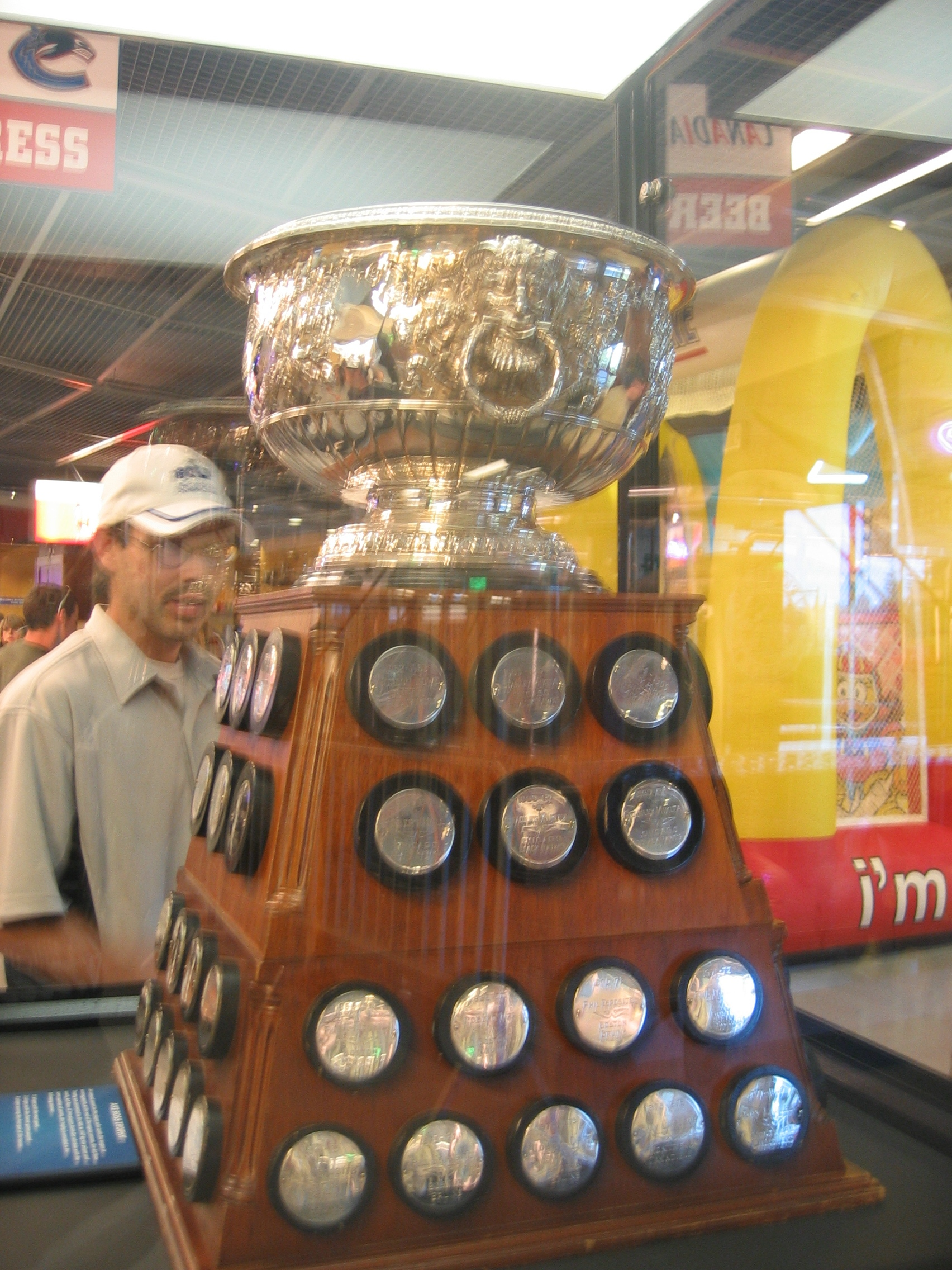
L'Art Ross Trophy
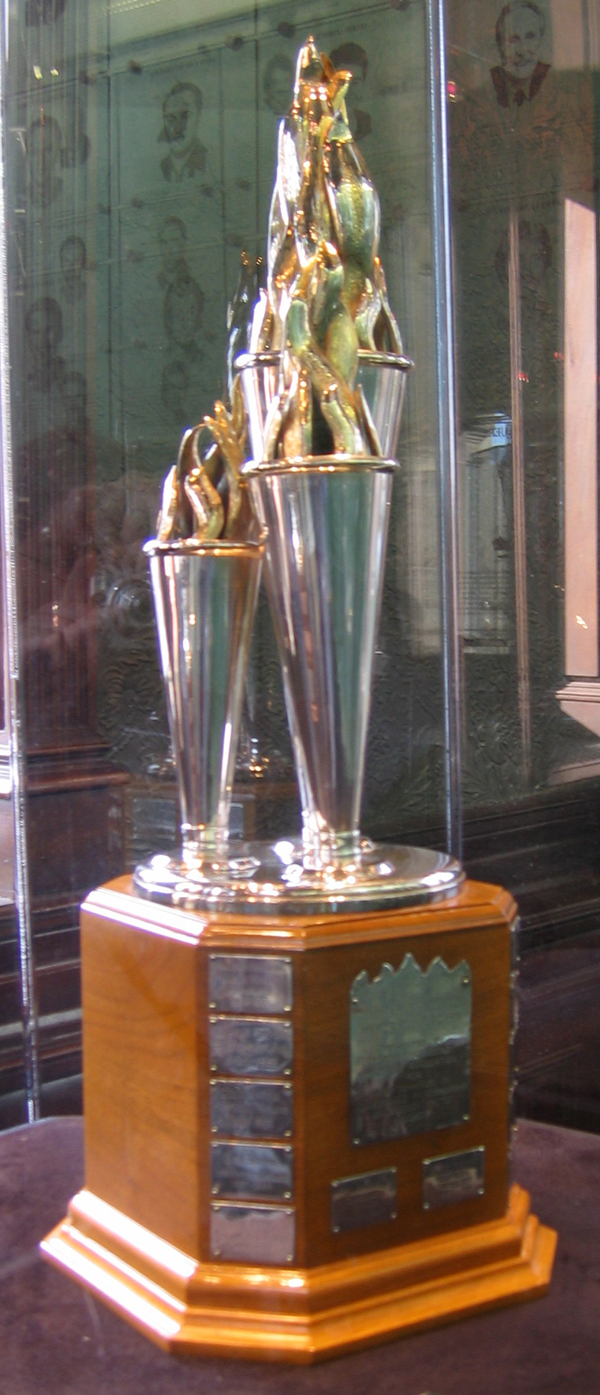
Il Bill Masterton Trophy
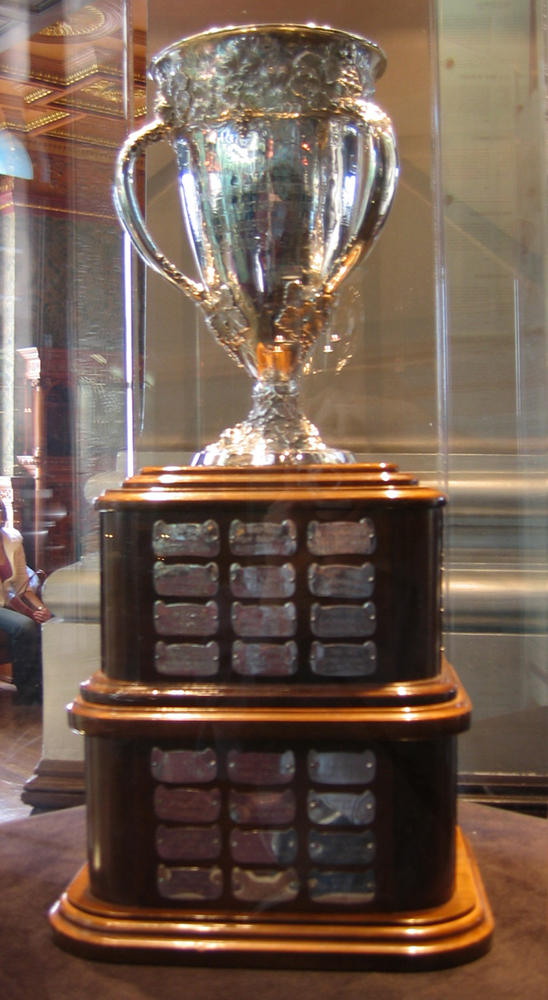
Il Calder Memorial Trophy
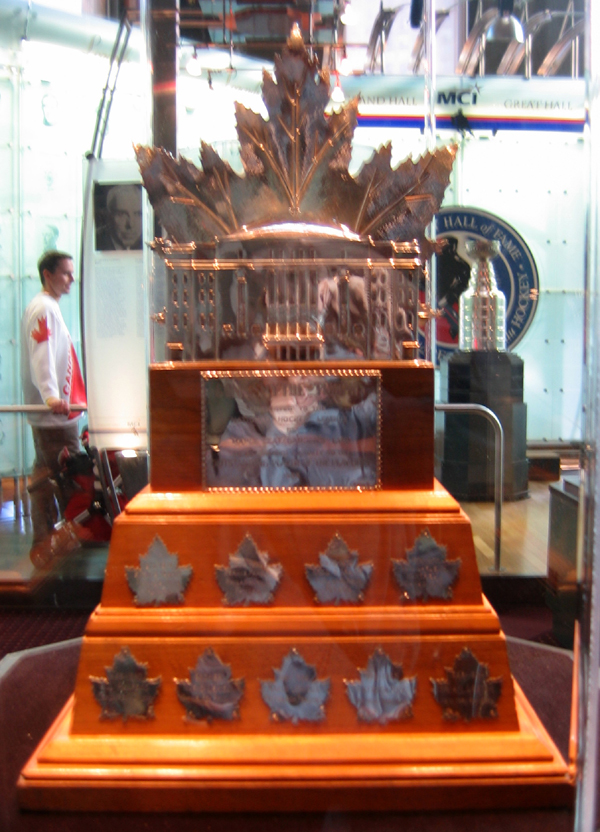
Il Conn Smythe Trophy
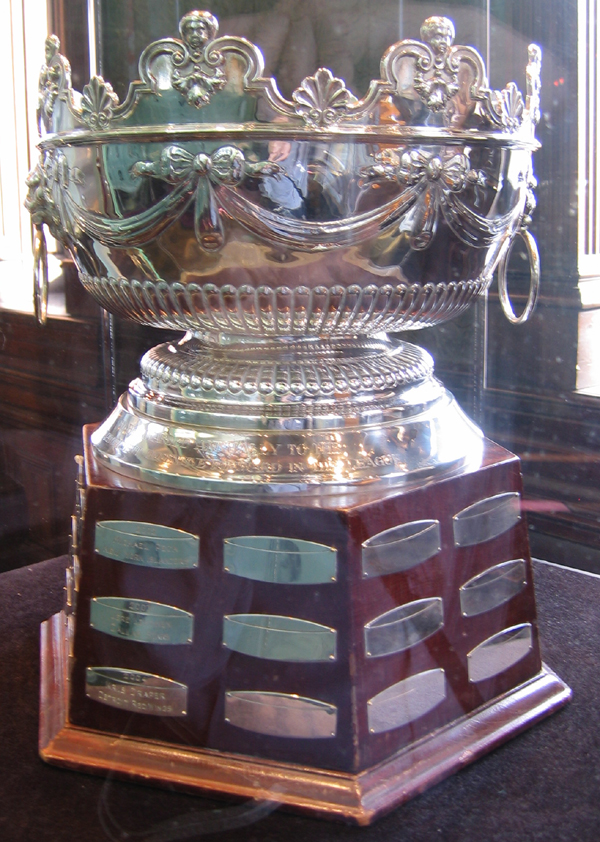
Il Frank J. Selke Trophy
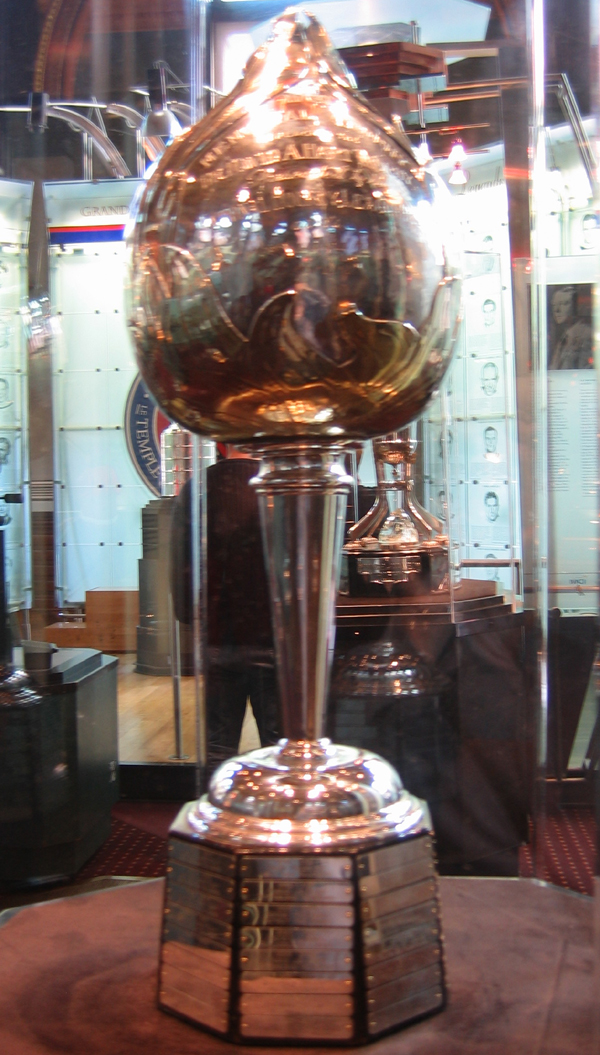
L'Hart Memorial Trophy
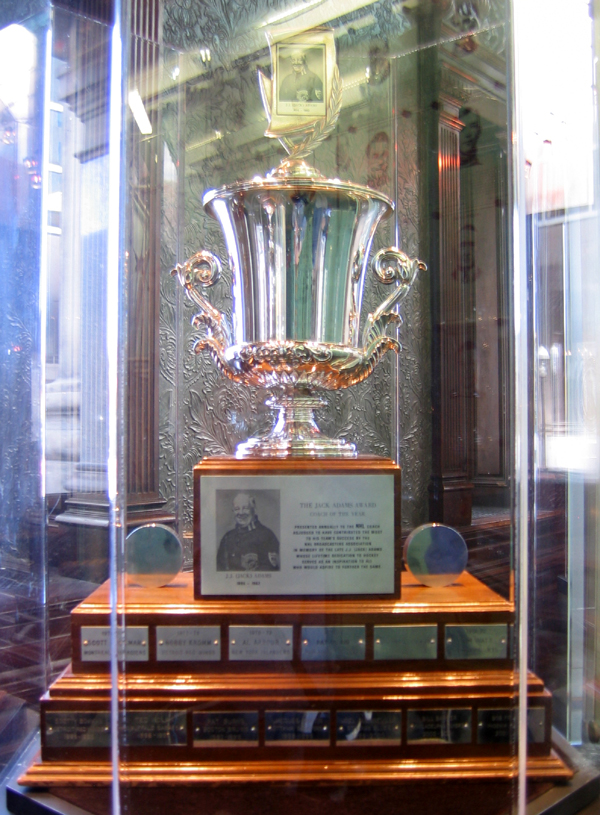
Il Jack Adams Award
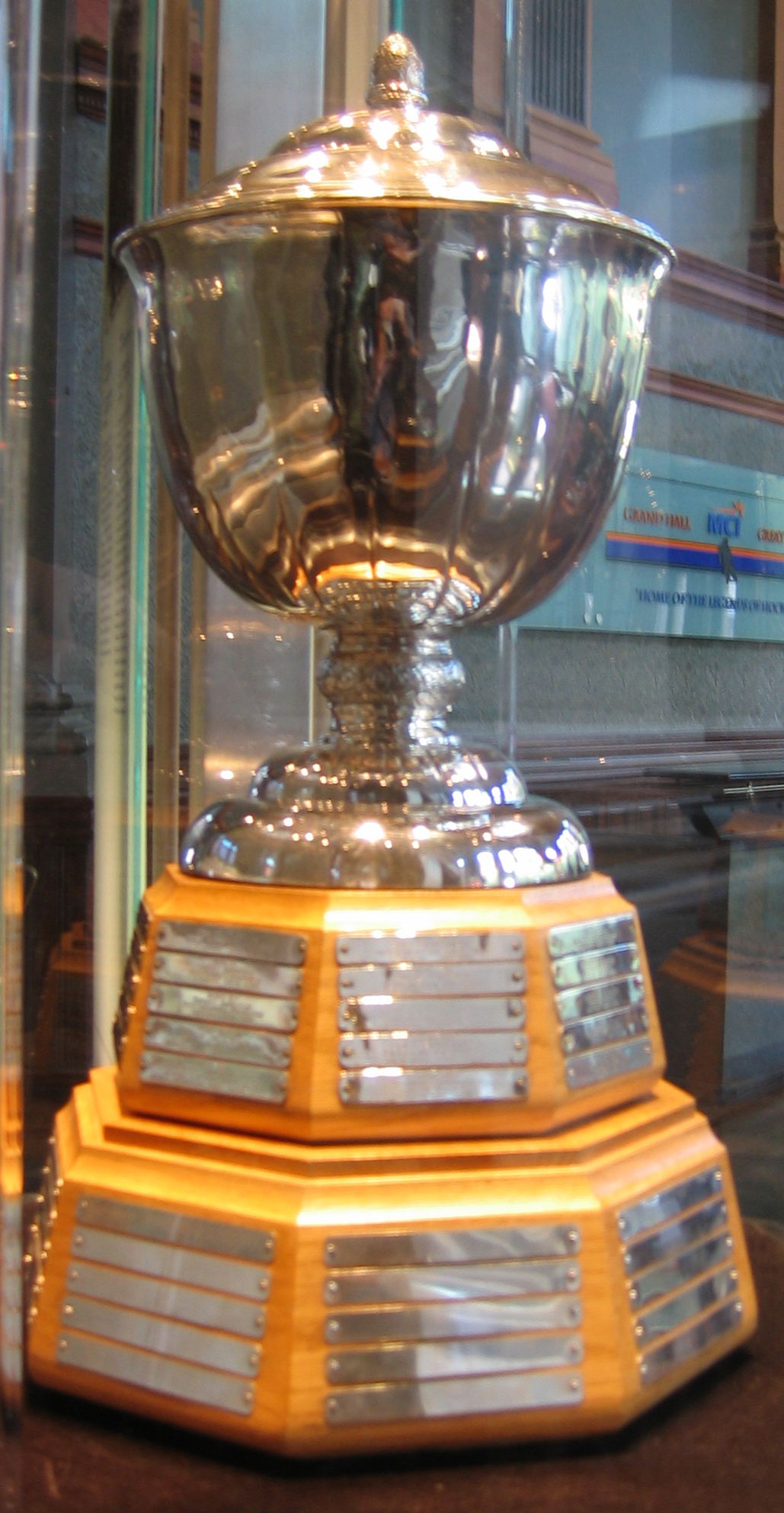
Il James Norris Trophy
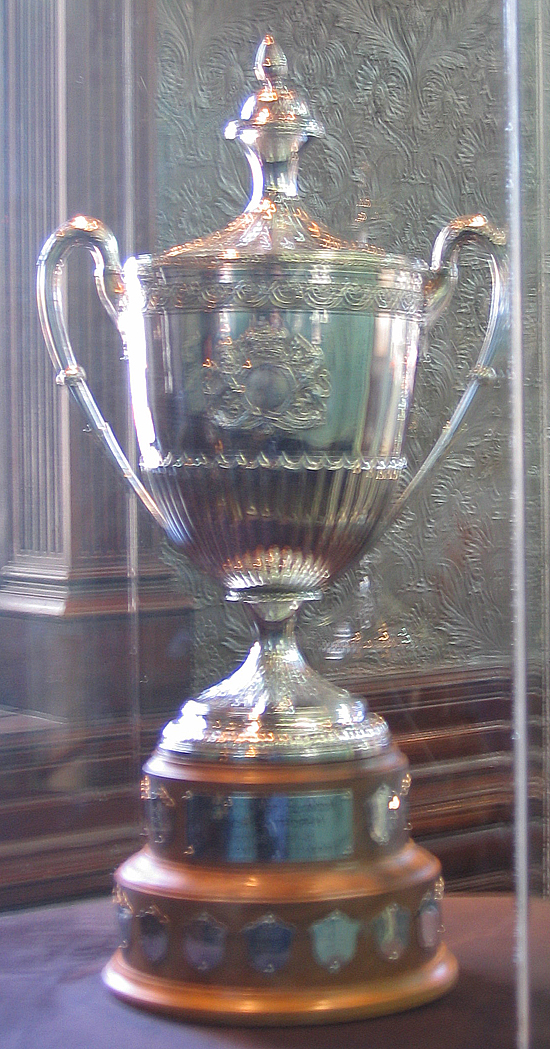
Il King Clancy Trophy
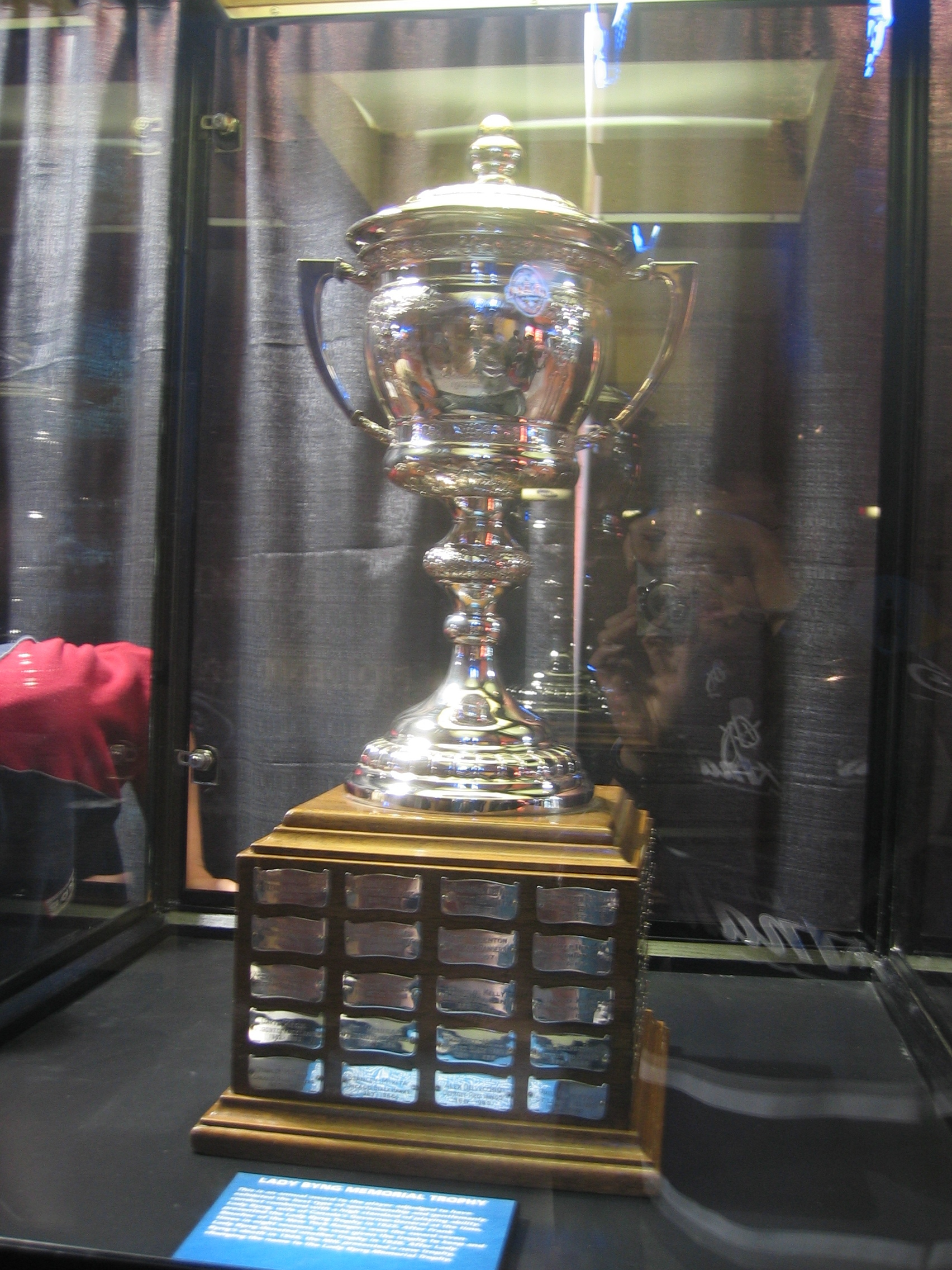
Il Lady Byng Trophy
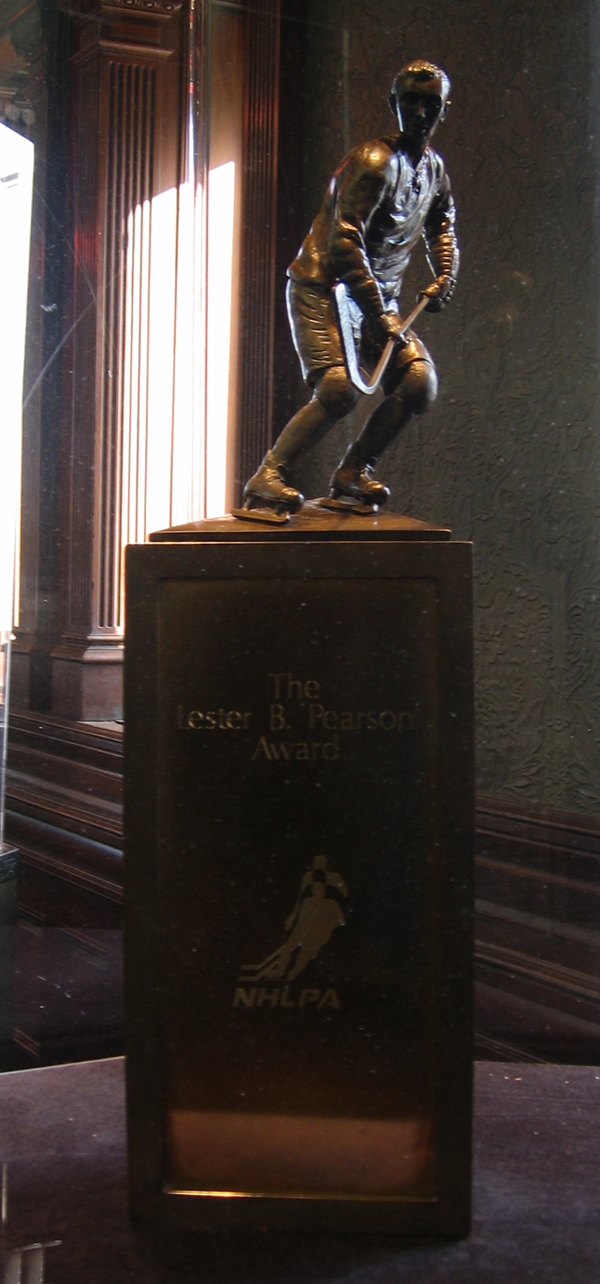
Il Lester Pearson Trophy
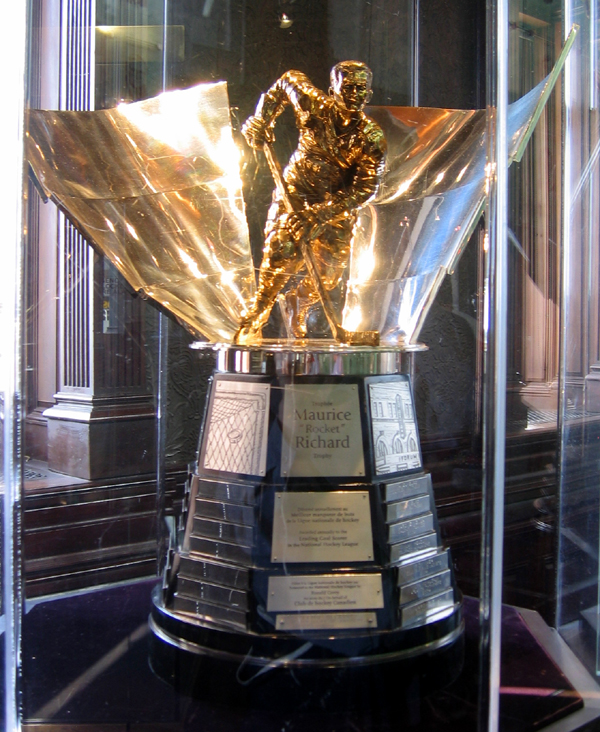
Il Maurice Richard Trophy
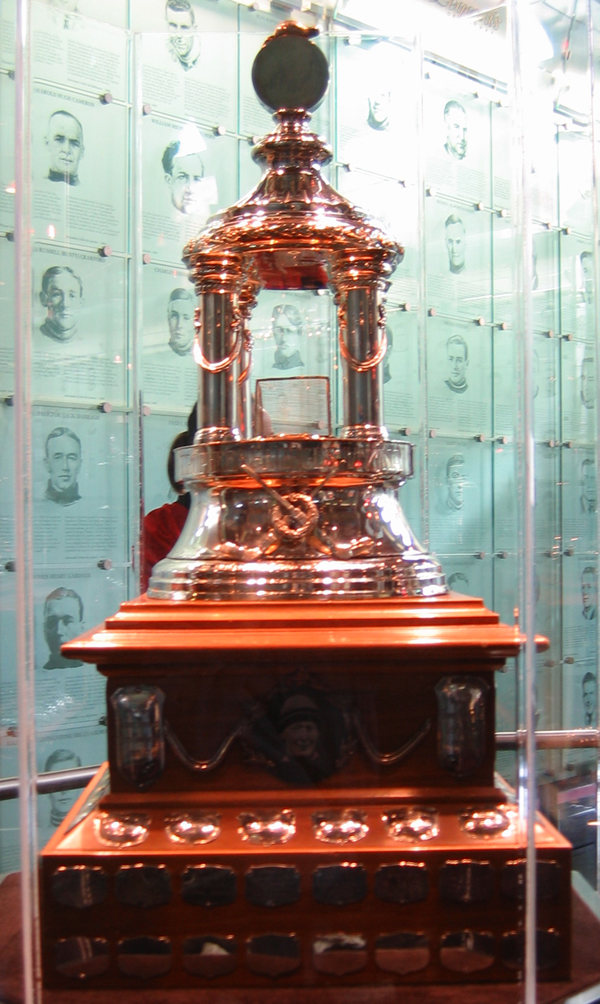
Il Vezina Trophy
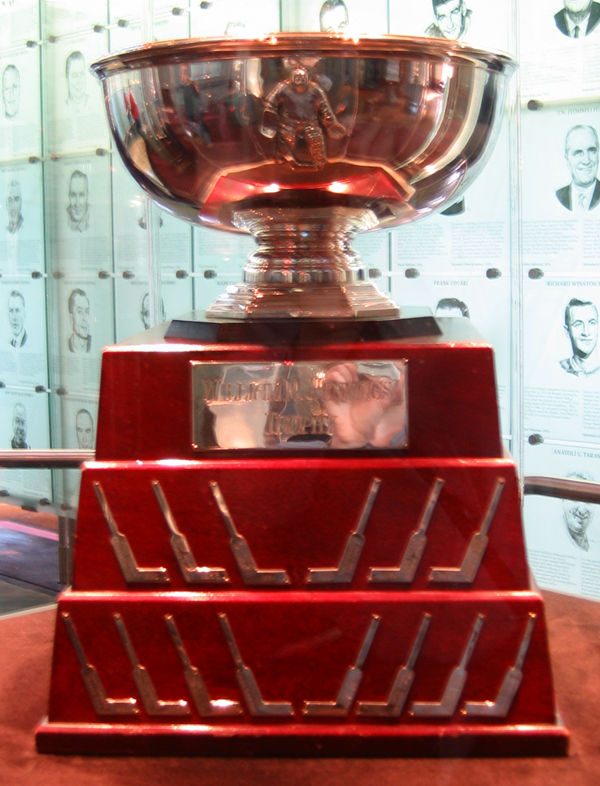
Il William Jennings Trophy

## Hockey Hall of Fame

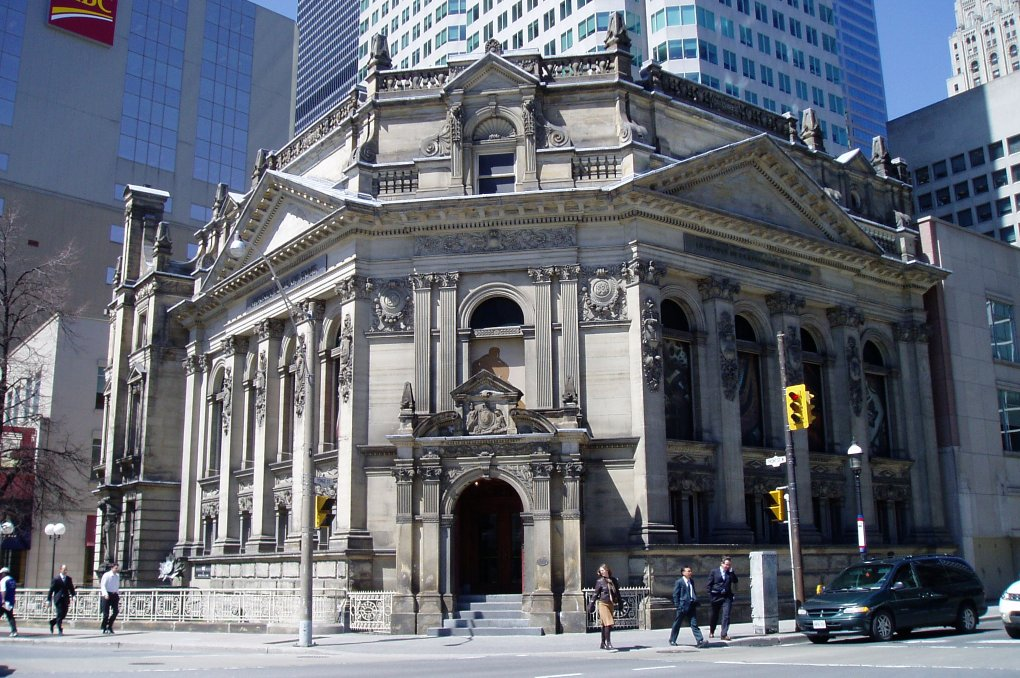
L'edificio della Hockey Hall of Fame a Toronto

Giocatori, allenatori, arbitri e guardalinee, oltre ai proprietari delle squadre che si sono particolarmente distinti durante la loro carriera possono essere inseriti nella Hockey Hall of Fame. I giocatori possono essere inseriti solamente dopo tre anni dalla loro ultima partita, il periodo di tempo più basso di tutti i maggiori sport professionistici. In passato, dieci giocatori sono stati ritenuti così meritevoli di questo riconoscimento che il periodo dei tre anni è stato ignorato. L'ultimo di questi è stato Wayne Gretzky nel 1999. La NHL ha dichiarato che dopo quello di Gretzky non ci sarebbero più stati inserimenti "prematuri". Il 6 febbraio 2000 in virtù di essere stato il più grande giocatore di tutti i tempi, il numero di Wayne Gretzky, il 99, è stato ritirato per tutta la lega NHL: nessun giocatore di nessuna franchigia NHL potrà più indossarlo.